# Marktplatz 9 (Heidelsheim)

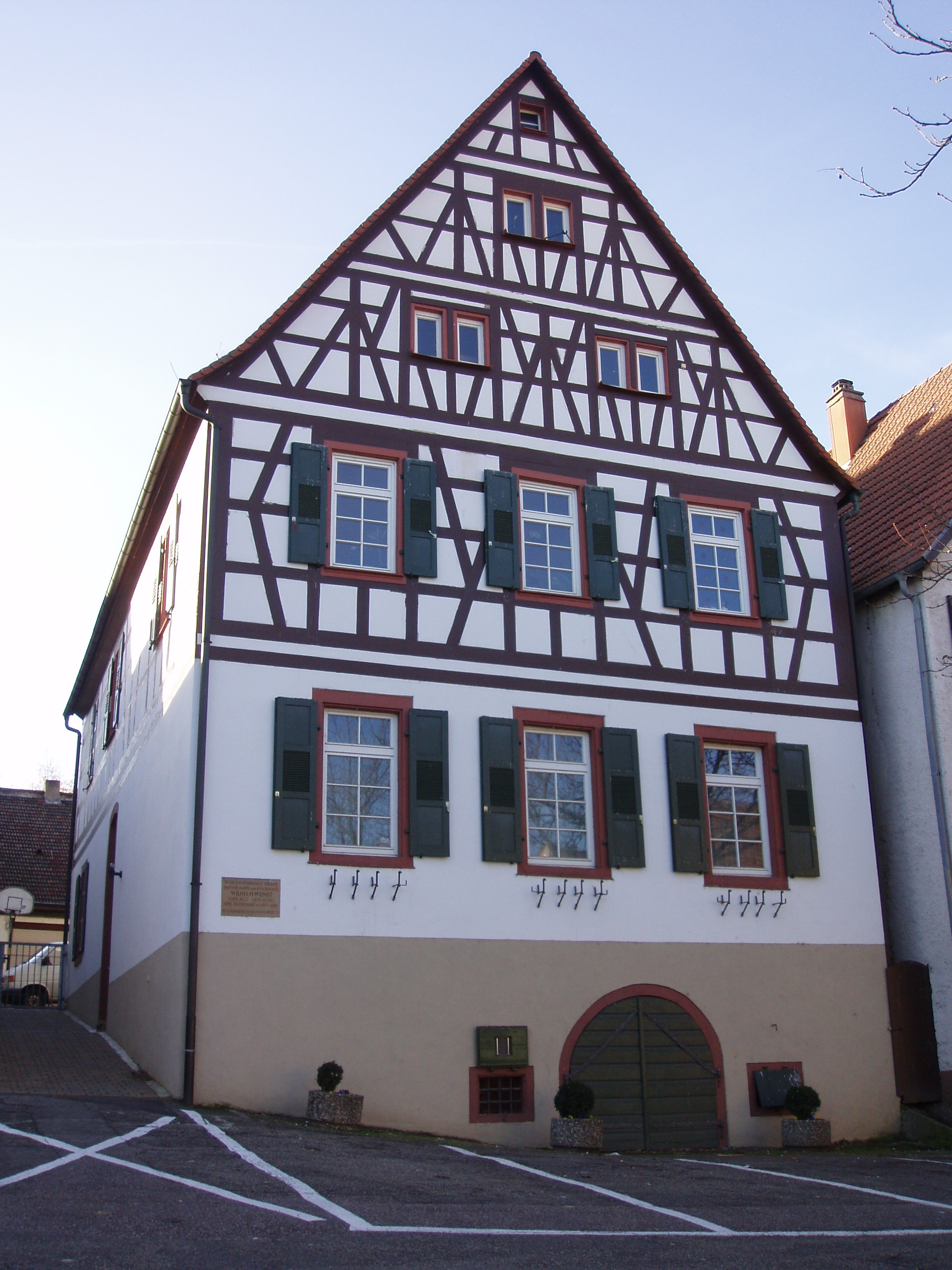
Haus Marktplatz 9 in Heidelsheim

Das Fachwerkhaus Marktplatz 9 in Heidelsheim, einem Stadtteil von Bruchsal im Landkreis Karlsruhe im nördlichen Baden-Württemberg, wurde in der ersten Hälfte des 18. Jahrhunderts errichtet.

## Beschreibung
Das evangelische Pfarrhaus ist ein zweigeschossiges, dreiachsiges, giebelständiges Wohnhaus in leichter Hanglage. Der massive Sockel besitzt einen rundbogigen Kellerabgang, über der Kellertür steht die Jahreszahl 1712. Das Haus besitzt einen Fachwerkstock und zwei Dachstöcke. Die Fenster des Hauses wurden in neuerer Zeit vergrößert und die Traufseite wurde massiv erneuert. 
An dieser Stelle befand sich seit dem 15. Jahrhundert das Pfarrhaus, dieses 1689 zerstört und 1712 als neues reformiertes Pfarrhaus wieder aufgebaut wurde. 2001 wurde das Gebäude saniert. Das stattliche Pfarrhaus in repräsentativer Lage am Marktplatz hat dokumentarischen Wert für die Wiederaufbauphase nach dem Stadtbrand von 1689. Die untypische Lage in einiger Entfernung zur Liebfrauenkirche mag ihren Grund darin haben, dass diese erst am Beginn des 16. Jahrhunderts die Pfarrrechte erhielt, die zuvor die westlich der Stadt gelegene Martinskirche innehatte. 
In diesem Haus wuchs von 1836 bis 1846 der Philosoph und Psychologe Wilhelm Wundt (1832–1920) auf.